# Samira Makhmalbaf

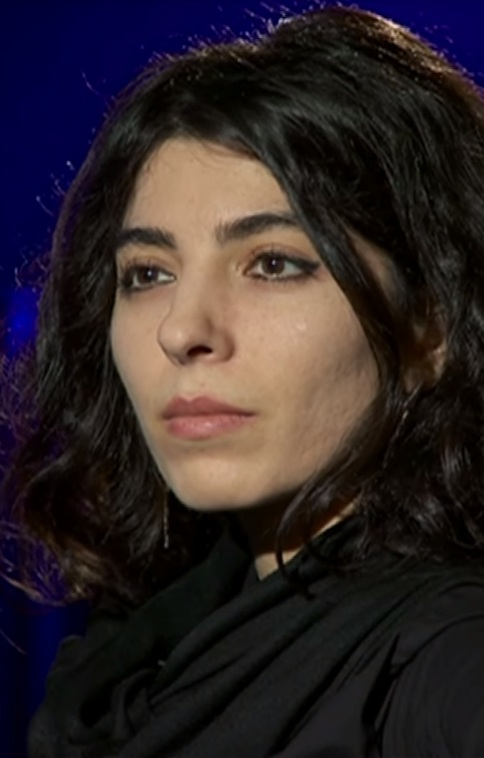
Samira Makhmalbaf, 2020

Samira Makhmalbaf (persisch سميرا مخملباف [sæmiːˈrɔː mæxmælˈbɔːf]; anhörenⓘ; * 15. Februar 1980 in Teheran, Iran) ist eine iranische Filmregisseurin und Drehbuchautorin. Sie ist eine Tochter des iranischen Autorenfilmers Mohsen Makhmalbaf.

## Leben und Werk
Als Jugendliche nutzte sie die Chance, an einer iranischen Privatschule Film zu studieren und währenddessen zwei Kurzfilme, Desert und Art Schools, zu verwirklichen. Mit 17 Jahren arbeitete sie als Regieassistentin bei ihrem Vater Mohsen Makhmalbaf an dessen Film Die Stille, der 1998 herauskam. Praktisch im selben Jahr drehte sie den ersten eigenen Langfilm, Der Apfel. Dieser wurde weltweit auf mehr als hundert Filmfestivals eingeladen und fand in mehr als 30 Ländern auch einen Verleih, so dass er in den Kinos gezeigt wurde. Er nahm bei den Filmfestspielen Cannes 1998 in der Reihe Un Certain Regard teil.
2000 war sie als bisher jüngste Wettbewerbsteilnehmerin aller Zeiten mit Schwarze Tafeln (auch: Die schwarze Tafel) wiederum in Cannes vertreten und wurde von der Jury prämiert. Zwischendurch beteiligte sie sich an einem Gemeinschaftswerk, dem Film 11′09″01 – September 11 (11 Regisseure, 11 Filme, 11 Minuten, 9 Sekunden + 1 Frame!) gemeinsam mit international bekannten Filmern wie Claude Lelouch, Youssef Chahine, Idrissa Ouédraogo, Ken Loach, Alejandro González Iñárritu, Amos Gitai, Mira Nair, Sean Penn, Shōhei Imamura.
Im Jahr 2003 gewann sie dort mit Fünf Uhr am Nachmittag den Spezialpreis der Jury. Diesen ebenso poetischen wie realistischen Spielfilm über eine Familie in Afghanistan nach den Taliban drehte sie ausschließlich mit Laiendarstellern. Und über die Schwierigkeiten, diese überhaupt zu einer Mitarbeit zu gewinnen, drehte Samiras jüngere Schwester Hana ihrerseits einen Dokumentarfilm.
Sowohl für Schwarze Tafeln als auch für Fünf Uhr am Nachmittag schrieb Samira Makhmalbaf auch selbst das Drehbuch.
Für ihren letzten Film Two-legged horse bekam  Samira, wie für die meisten Drehbücher in den letzten Jahren, im Iran keine Drehgenehmigung. So entstand der Film 2007 in Afghanistan, doch die Dreharbeiten wurden Ziel eines Bombenattentates – vor laufender Kamera. Samira ließ sich jedoch nicht einschüchtern, verlegte die Dreharbeiten an einen anderen Ort und beendete den Film. Und wiederum dokumentierte Hana Makhmalbaf die Arbeit ihrer Schwester in Samira and non-professional actors.
Seit 1998 war Samira auf zahlreichen renommierten Filmfestivals der Welt zumeist als jüngstes Jurymitglied tätig, darunter Cannes, Venedig, Berlin, Locarno. 2004 wurde Samira Makhmalbaf vom Guardian unter die 40 besten Regisseure der Welt gewählt.

## Filmografie
- 1998: Der Apfel (Sib)
- 2000: Schwarze Tafeln (Takhté siah)
- 2002: 11'09''01 – September 11, Einzelfilm Iran
- 2003: Fünf Uhr am Nachmittag (Panj é asr)
- 2008: Two-legged horse (Asbe du-pa)